# Знак соответствия

Российская маркировка знака соответствия при обязательной сертификации

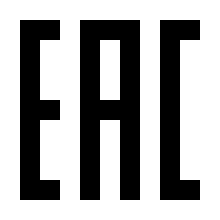
Евразийский знак соответствия

Европейская маркировка CE

Знак соответствия — специальный знак, ставящийся на товаре или упаковке товара, показывающий соответствие этого товара тому или иному стандарту, требованиям сертификационных организаций и пр.
Знаки соответствия бывают национальными, международными, отраслевыми, специальными. Использование знаков соответствия в России регулируется Росстандартом России.
Знаки соответствия:
- Государственный знак качества СССР
- Знак соответствия при обязательной сертификации продукции в РФ
- CE (знак)
- Евразийское соответствие